# Боффа (Гвинея)
Боффа (фр. Boffa) — город расположенный на побережье Гвинеи, административный центр префектуры Боффа. Является ближайшим городом к устью Рио-Понго. По состоянию на 2014 год население составляло 8 631 человек.

## История
Боффа расположена в Приморской Гвинее в 150 километрах от гвинейской столицы Конакри вдоль Атлантического океана. Через город протекает река Фатала.
Боффа имеет специфику, насчитывающую на своей территории множество мангровых островов, где проживает население, специализирующееся, в частности, на рыболовстве. Эти острова называются Марара, Добирет, Сакама, Тобири и Дари.
25 мая 2004 года через реку был построен 125-метровый мост, значительно изменивший облик города. До этого существовавшая водная переправа способствовала сопутствующей инфраструктуре — торговле, размещению / проживанию, питанию. После появления моста Боффе больше не является транзитным городом.
В 2016 году был открыт новый автовокзал Боффа. Он совместно финансируемая городским муниципалитетом Боффа, Charente-Maritime Assistance и Фондом ООН для инвестиций в развитие, позволяет создать новый экономический центр на национальной дороге №3.
Рыболовный район Рио-Понго и его устье — один из самых богатых рыбой районов Гвинеи. Кустарное рыболовство является одним из основных видов жизнеобеспечения прибрежного населения. Зная об этом потенциале, городской муниципалитет Боффа при содействии Charente-Maritime Coopération в 2019 году запустил проект устойчивого развития кустарного рыболовства в Боффа-центре и Валиа. Этот проект финансируется Французским агентством развития при софинансировании Фондом ООН для инвестиций в развитие, Водного агентства Луары-Бретань и нескольких частных партнеров. Он направлен на повышение продовольственной независимости жителей Боффа путём создания и обновления структурной рыночной инфраструктуры для сектора кустарного рыболовства. Президент Альфа Конде посетил 26 февраля 2020 г. церемонию закладки первого камня проекта.
В Боффе находится старейшая церковь в Гвинее к которой проводятся организованные паломничества каждые первые выходные мая, объединяющего всех католиков Гвинеи и других стран. В 2018 году это паломничество посетило более 25 000 человек.

## Города—побратимы
С 2007 года является побратимом города Маран в Приморской Шаранте.

## Галерея

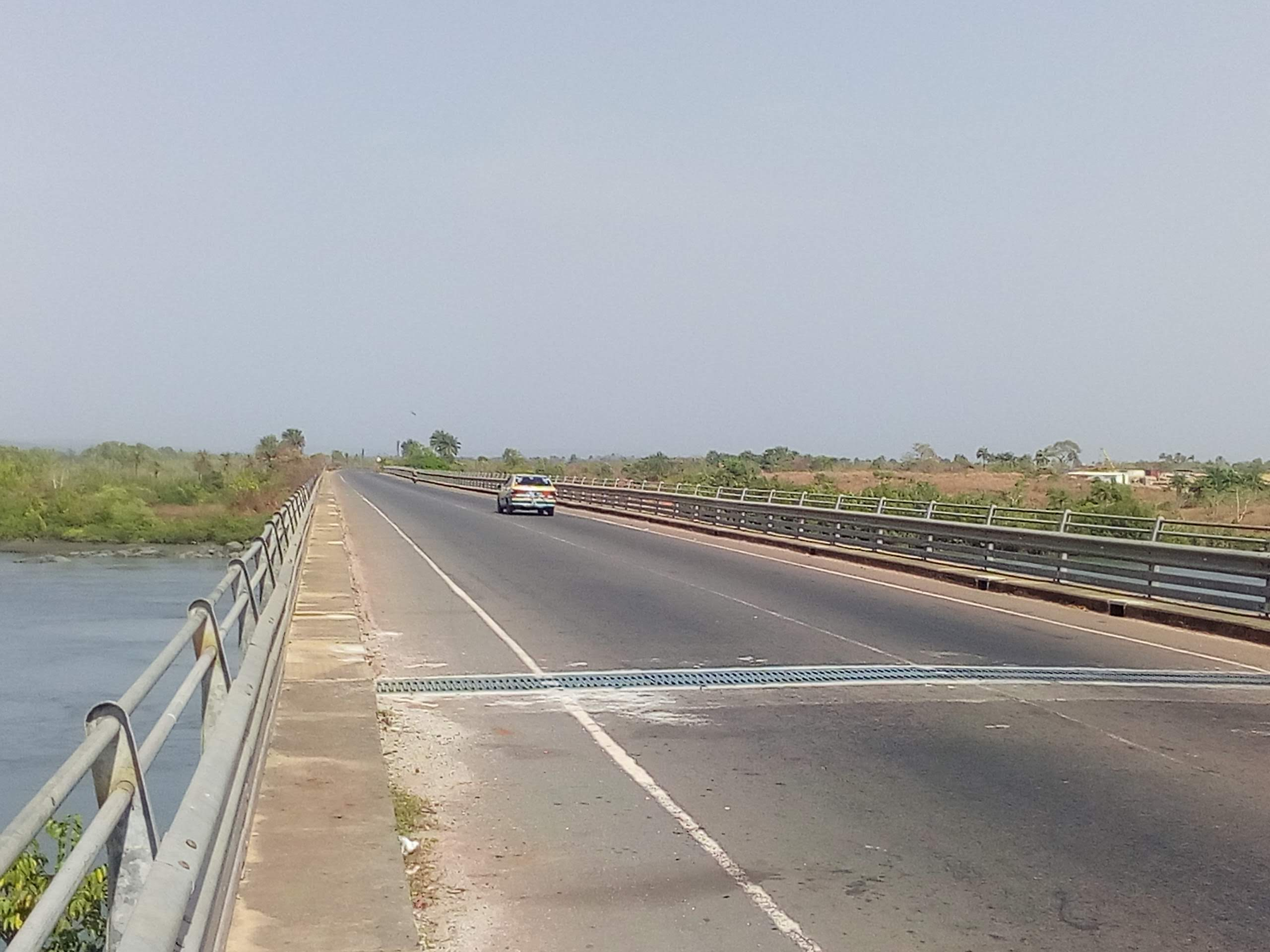
Мост через реку Фатала
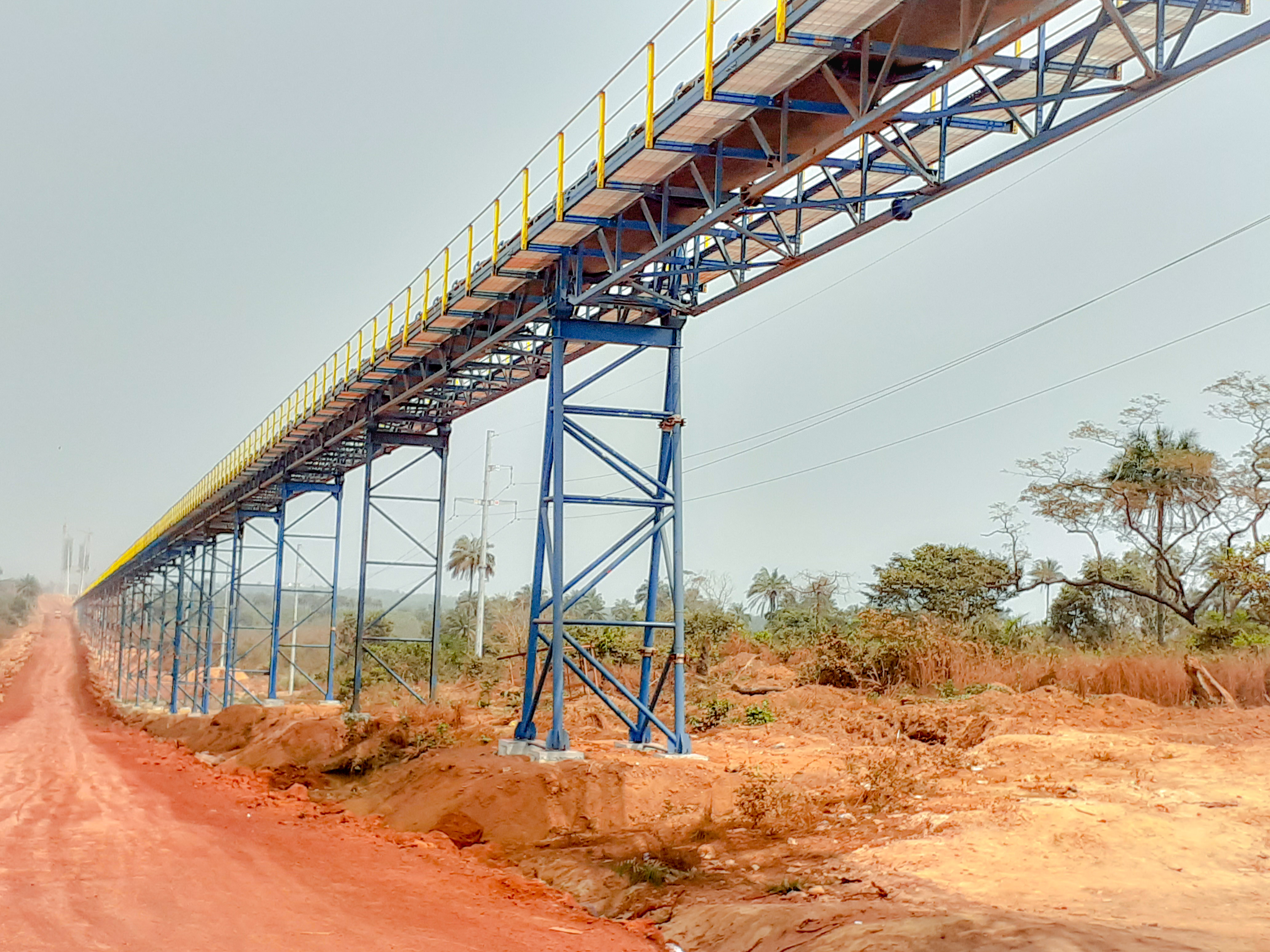
Транспортировка бокситов
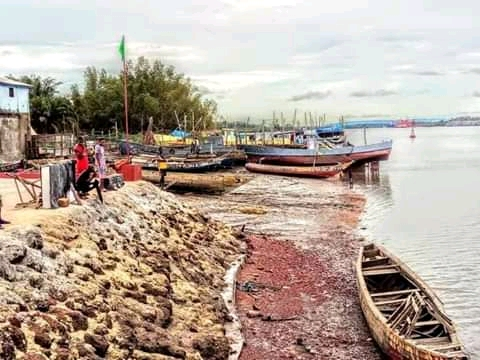
Пристань